# Trichoniscus petrovi
Trichoniscus petrovi là một loài chân đều trong họ Trichoniscidae. Loài này được Andreev miêu tả khoa học năm 2002.